# Берлинский воздушный мост

Берлинцы наблюдают за посадкой «изюмного бомбардировщика» C-54 в аэропорту Темпельхоф. 1948

Берли́нский возду́шный мо́ст (нем. Berliner Luftbrücke) — название операции западных союзников по авиаснабжению Западного Берлина продовольствием во время блокады города со стороны СССР. Берлинский воздушный мост просуществовал с 24 июня 1948 года по 12 мая 1949 года.

## История

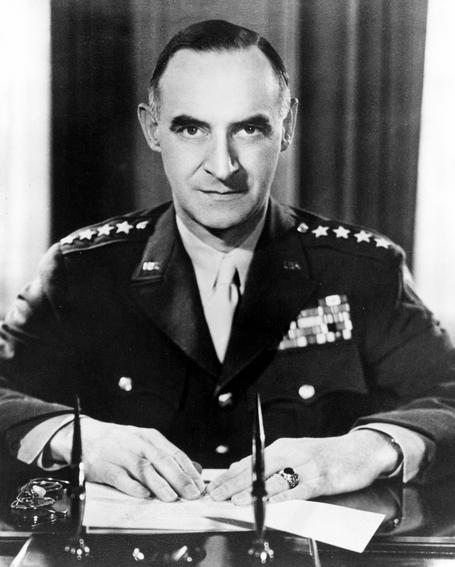
Американский генерал Люсиус Д. Клей, глава военной администрации американской зоны оккупации

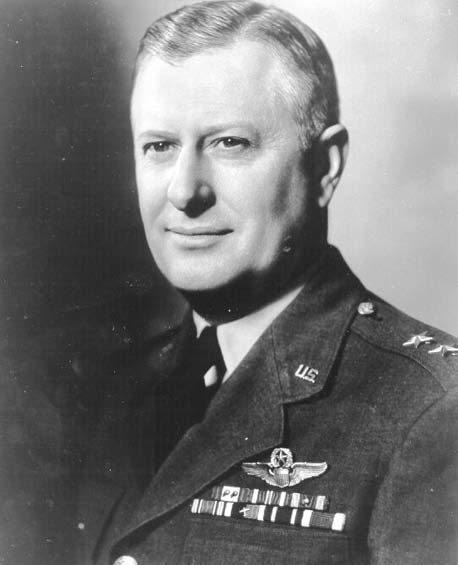
Американский генерал Уильям Х. Таннер, руководивший операцией «Берлинский воздушный мост»

В ответ на Лондонское совещание шести держав, положившее начало процессу образования ФРГ, которое Советский Союз рассматривал как нарушение Потсдамского соглашения, 1 апреля 1948 года за подписью главы советской военной администрации в Германии В. Д. Соколовского вышел приказ о краткосрочном закрытии границ советской зоны оккупации. Западные союзники были вынуждены снабжать в это время свои гарнизоны в Берлине по воздуху. Этот инцидент впоследствии получил название «малой» блокады Берлина.
В период между 31 марта и 10 апреля 1948 года СССР потребовал, чтобы все поезда, идущие в Берлин из западных зон, подвергались досмотру. Впоследствии, 12 июня из-за ремонтных работ было прекращено дорожное сообщение с Западным Берлином, затем 21 июня прекратилось речное сообщение, и 24 июня — железнодорожное сообщение из-за «технических проблем».
Советские историки утверждали, что сепаратно проведённая 20 июня 1948 года в трёх западных секторах Германии денежная реформа побудила советскую администрацию к ответным действиям. В целях предотвращения наплыва старых рейхсмарок в советской зоне оккупации Германии 23 июня также была проведена денежная реформа. В ответ на заявление СССР о распространении действия своей денежной реформы на всю территорию Берлина западные союзники ввели в обращение в западных секторах Берлина немецкую марку. Несогласованные действия бывших союзников по этому вопросу стали лишь поводом к более серьёзным мерам, приведшим к блокаде Берлина. В сообщении телеграфного информационного агентства «АДН» (нем. Allgemeiner Deutscher Nachrichtendienst), созданного в советской зоне оккупации, говорилось, что прекращение движения грузового и легкового транспорта в Берлин и из него вызвано техническими сложностями.
Ещё в ночь с 23 на 24 июня 1948 года была прервана подача электроэнергии с электростанции в Гольпа-Цшорневиц в западные районы Берлина. Вслед за этим ранним утром 24 июня последовало прекращение автомобильного, водного и железнодорожного сообщения между западной и восточной частью Берлина. В это время в западных секторах лежащего в руинах Берлина проживало около 2,2 млн человек, полностью зависимых от внешних поставок продовольствия.
Правительства западных держав ожидали негативную реакцию на денежную реформу со стороны СССР, но к блокаде Берлина оказались совершенно не готовы и вынуждены были даже рассматривать возможность сдачи Берлина советским властям и вывода своих войск из Берлина. Глава военной администрации американской зоны оккупации Германии генерал Люсиус Д. Клей решительно выступал за дальнейшее пребывание союзнических войск в Берлине. Он предложил прорвать блокаду с использованием танков. Однако президент США Гарри Трумэн отверг эту идею, посчитав, что такой подход к берлинской проблеме может спровоцировать новую войну.

### Воздушный коридор

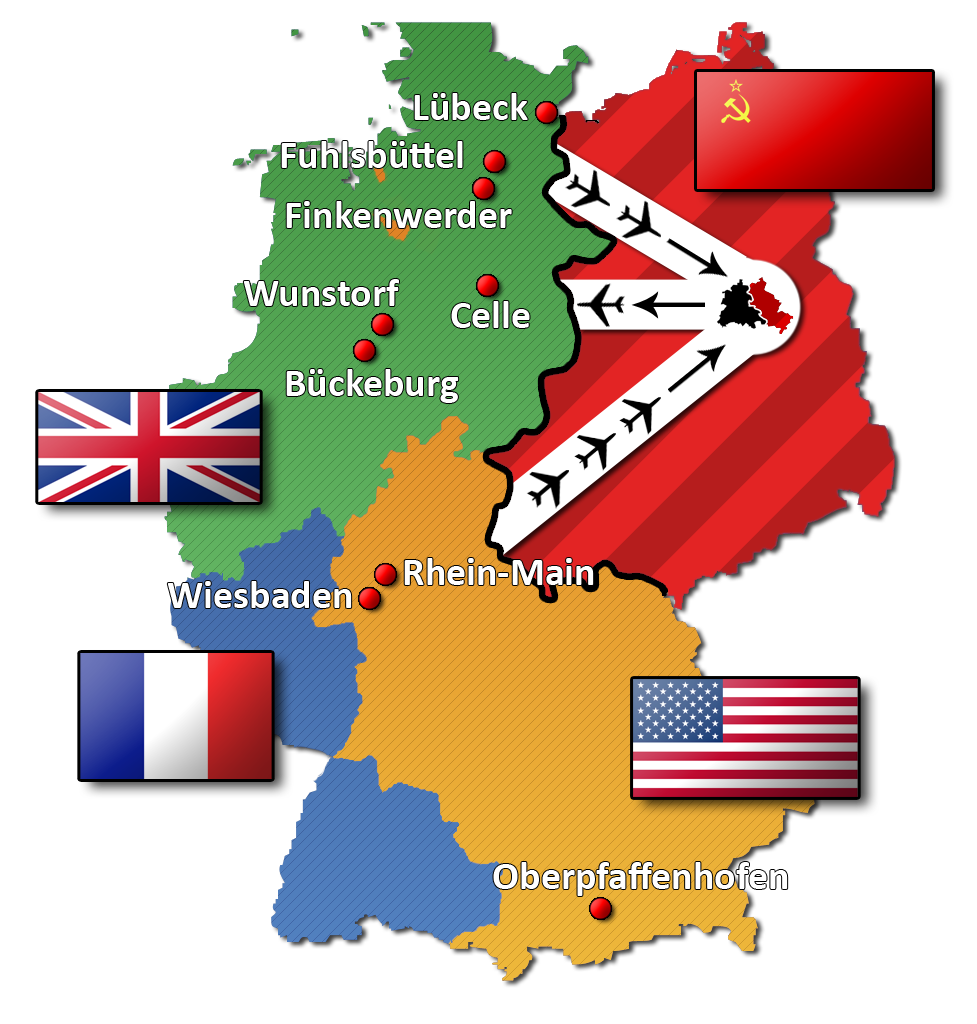
Авиамаршруты во время блокады Западного Берлина

В отличие от наземного, воздушное сообщение регулировалось специальным договором, предоставлявшим в исключительное пользование западных союзников воздушный коридор шириной в 32 км. Решение об организации авиаснабжения Берлина принималось на уровне командующего ВВС США Кёртиса ЛеМэя. К операции был привлечён генерал-лейтенант Уильям Х. Таннер, который организовал в своё время функционировавший в течение нескольких лет воздушный мост «Хамп» (англ. The Hump) в Гималаях для снабжения войск Чан Кайши. 23 июля 1948 года генерал Таннер возглавил командование воздушным мостом в Берлине.
В ходе переговоров с британскими ВВС выяснилось, что Великобритания уже приступила к снабжению своего контингента по воздуху, и положительно относится к дальнейшему развёртыванию этих мер. После так называемой «малой» блокады весной 1948 года британцы провели собственные расчёты на случай новой блокады Берлина, которые показали, что они смогут самостоятельно снабжать по воздуху не только собственные войска, но и население Берлина. На основании этих данных глава военной администрации США Клей принял решение об открытии воздушного моста для снабжения продовольствием населения Берлина.

### Запуск воздушного моста

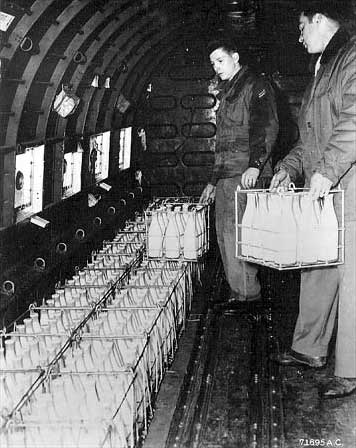
Американские солдаты на погрузке молока в самолёт, направляющийся в Берлин

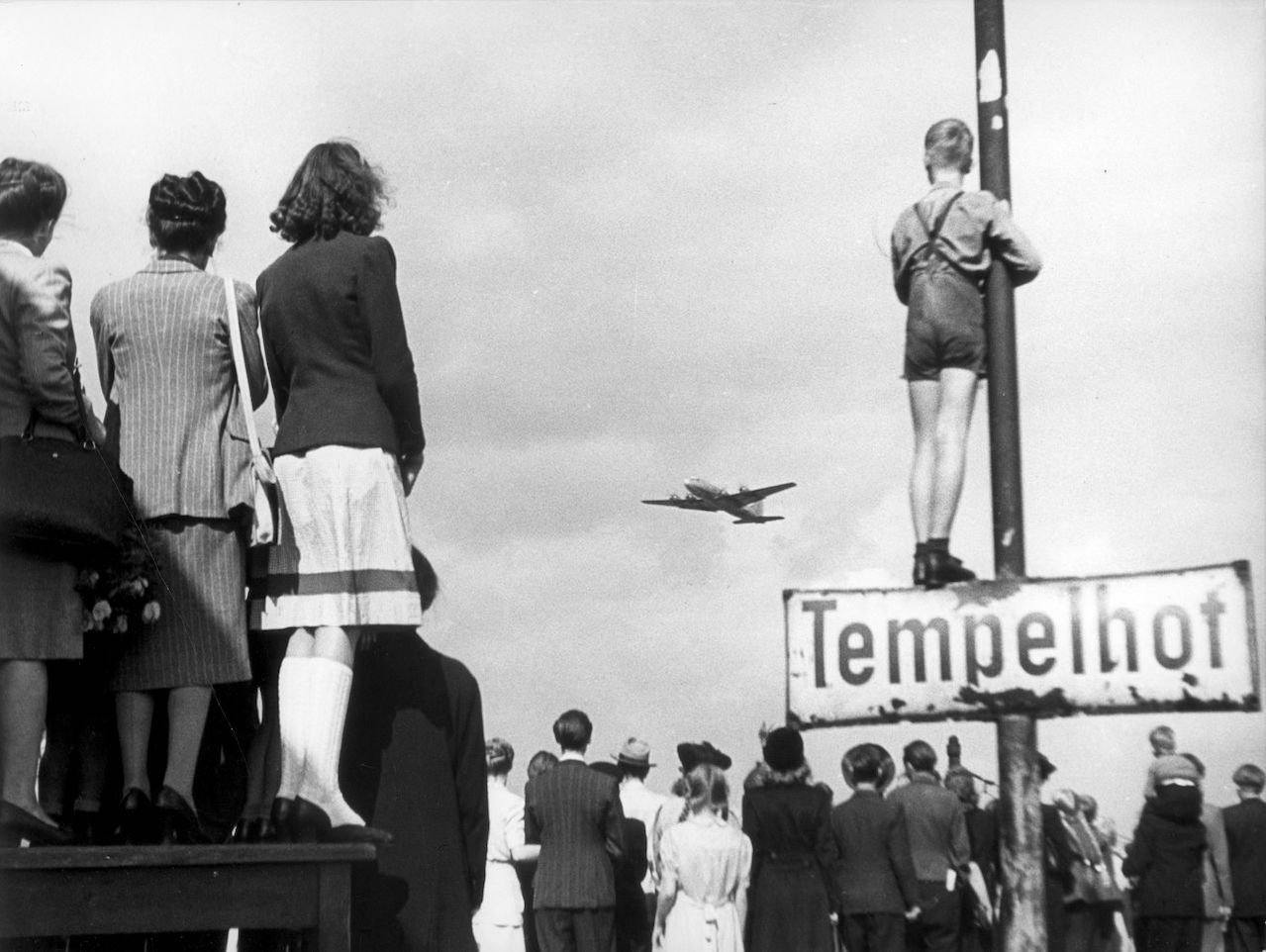
Берлинцы наблюдают за посадкой самолётов в Темпельхофе. 1948

Первый рейс в Берлин по воздушному мосту состоялся ещё вечером 23 июня. Транспортным самолётом, загруженным картофелем, управлял американский пилот гражданской авиации Джек О. Беннетт. 25 июня генерал Клей издал приказ о создании берлинского воздушного моста, а 26 июня в аэропорту Темпельхоф приземлился первый военный самолёт США, положивший начало операции «Vittles»(«Провиант»). Операция британских ВВС под названием «Plain Fare» стартовала двумя днями позже. Сначала американцы запустили по воздушному мосту небольшие самолёты C-47 «Скайтрэйн». Позднее стали использоваться и другие модели.
В целом к участию в операции привлекались 442 самолёта США (в основном C-47 и C-54) и 101 самолёт Великобритании («Дакота», «Йорк», «Гастингс»).
Вскоре стало очевидно, что существовавшая транспортная система воздушного моста, включая самолёты, взлётно-посадочные полосы, техническое обслуживание, разгрузку и планирование маршрутов не в силах справиться с таким увеличением объёма перевозок.

### Оптимизация работы воздушного моста

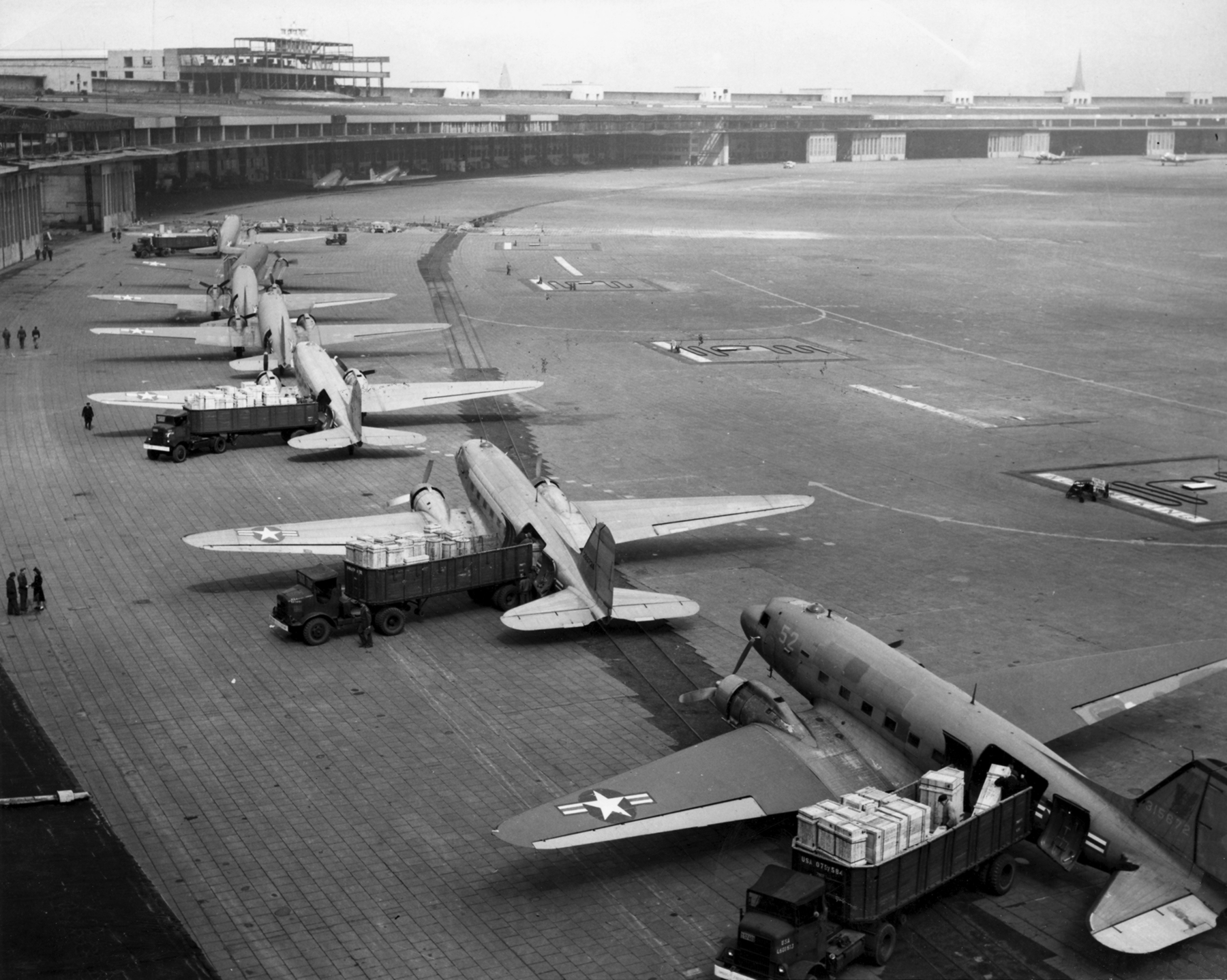
«Изюмные бомбардировщики» в ожидании разгрузки в аэропорту Темпельхоф. 1948

Первоначально планировавшийся объём ежедневных поставок грузов в Берлин составлял 750 тонн. Однако благодаря реорганизации, проведённой генералом Уильямом Х. Таннером, уже с конца июля 1948 года в Берлин по воздуху ежедневно доставлялось более 2 000 тонн грузов. 15-16 апреля 1949 года был поставлен рекорд: за 24 часа было совершено 1 398 рейсов и перевезено 12 849 тонн грузов. Помимо продовольствия (сухое молоко, порошковое картофельное пюре и мука) на самолётах доставлялся уголь для отопления и производства электроэнергии, а также бензин, медикаменты и другие необходимые городу предметы.
Такие большие объёмы грузоперевозок стали возможны только благодаря чётко продуманной системе: три воздушных коридора использовались в одностороннем движении: самолёты прибывали в Берлин по северному (из Гамбурга) и южному (из Франкфурта-на-Майне) коридорам, а возвращались по центральному (в Ганновер). В полёте по коридору самолёты занимали пять уровней. Каждому пилоту предоставлялась только одна попытка посадки. Если она не удавалась, самолёт вместе со всем грузом отправлялся обратно. Благодаря этой системе самолёты в Берлине садились каждые три минуты. Пребывание самолёта на земле было сокращено с 75 до 30 минут.
Помимо британцев и американцев в работе берлинского воздушного моста приняли участие пилоты из Австралии, Новой Зеландии, Канады и Южной Африки. Франция не участвовала в воздушном мосте, поскольку её ВВС были заняты в Индокитайской войне. Для снабжения собственных гарнизонов французы даже использовали Юнкерсы Ю 52. Франция дала согласие на строительство в своём секторе нового аэропорта Тегель, которое было завершено в рекордные сроки — за 90 дней. Для этого французы даже взорвали мешавшую посадке самолётов мачту берлинской радиостанции «Berliner Rundfunk» (Радио ГДР), находившейся в ведении советской администрации, что привело к дальнейшим осложнениям в отношениях.

### Советское противодействие
В ходе функционирования воздушного моста советская сторона оказывала ему противодействие во всех возможных формах. Ночью пилотов ослепляли прожектора, радиосвязь глушилась, поднимались воздушные шары для создания препятствий взлёту. 55 раз самолёты поражались зенитным огнём.

### Закрытие моста

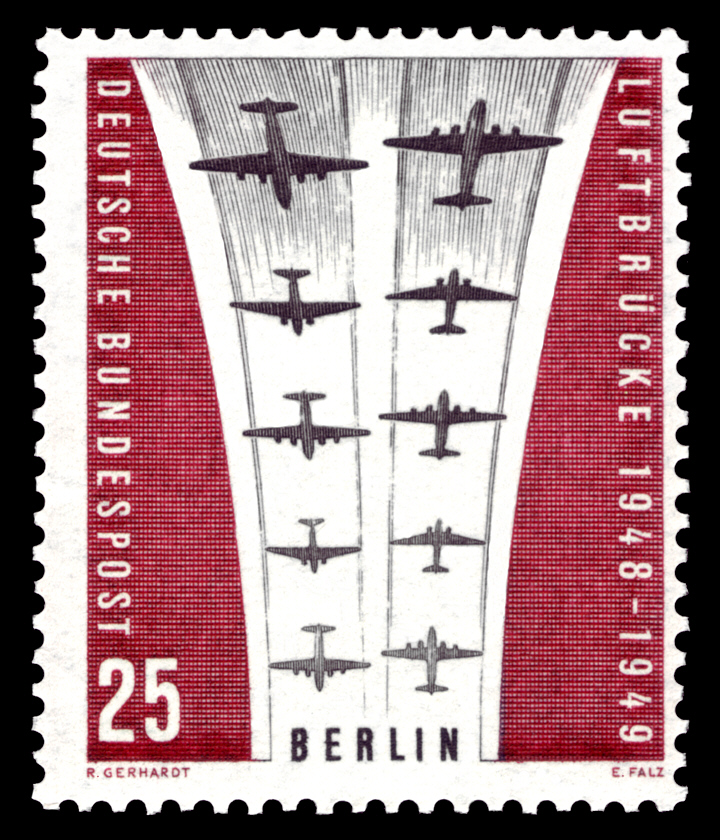
Памятная почтовая марка, выпущенная в Западном Берлине к 10-летию окончания блокады города

Блокада Западного Берлина была снята 12 мая 1949 года в 00.01, и снабжение Берлина по земле и воде было восстановлено.
С июня 1948 года по май 1949 года было перевезено около 2,34 млн тонн грузов (из которых 1,78 млн тонн силами США), которые составили 1,44 млн тонн угля, 490 000 тонн продовольствия и 160 000 тонн строительных материалов для перестройки аэропортов и строительства новой ТЭЦ в Рулебене, названной позднее в честь первого бургомистра Западного Берлина Эрнста Рейтера. Продовольствие в целях экономии веса поставлялось в порошках.
По воздушному мосту доставлялись только самые необходимые предметы потребления. Качество снабжения населения в это время было хуже времён войны. Вследствие недостаточного топливного обеспечения, истощения населения вследствие плохого питания и дефицита медикаментов зимой 1948—1949 годов резко выросли показатели инфекционной заболеваемости и смертности.

### Изюмные бомбардировщики
Самолёты, участвовавшие в работе берлинского воздушного моста, получили это прозвище благодаря Гейлу Хелворсену и его последователям. Хелворсен привязывал к маленьким парашютикам из носовых платков сладости - плитки шоколада и жевательную резинку из своего пайка, и сбрасывал их перед посадкой в Темпельхофе ожидающим у края лётного поля берлинским детям. Когда из берлинских газет о тайных сбросах сладких грузов узнало начальство Хелворсена, к акции подключились другие военные лётчики и простые американцы, которые организовали сбор сладостей в поддержку операции «Operation Little Vittles» («Малый провиант»).

### Памятники
О событиях 1948—1949 годов в Берлине напоминает установленный в 1951 году на площади Воздушного моста возле берлинского аэропорта Темпельхоф памятник жертвам воздушного моста, созданный Эдуардом Людвигом. Аналогичные памятники были позднее установлены в аэропорту Франкфурта и на военном аэродроме в Целле.

## Аэропорты

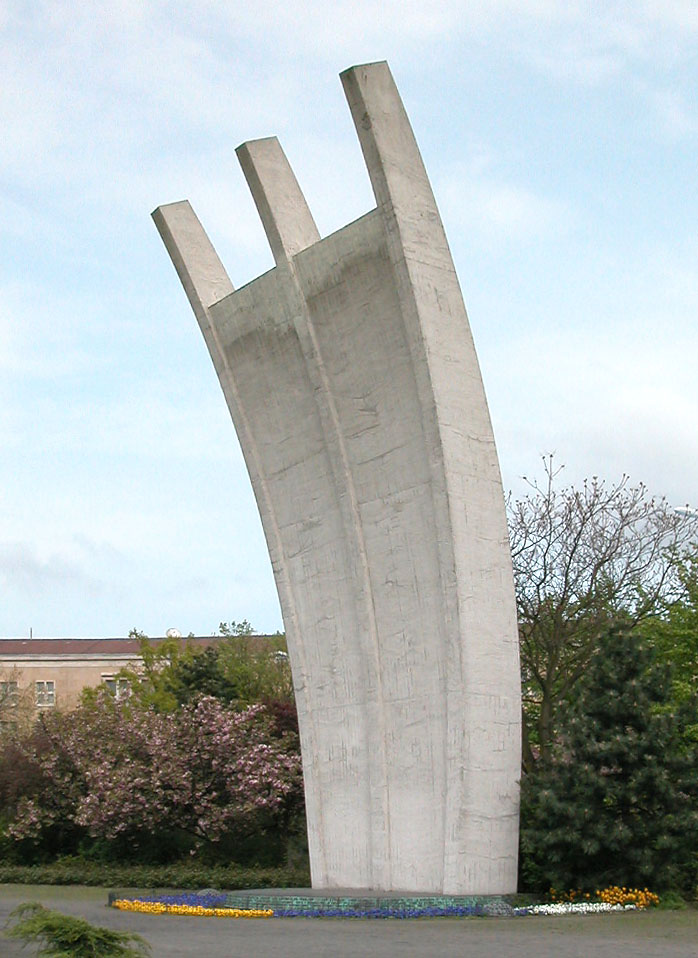
Памятник жертвам блокады Западного Берлина недалеко от бывшего аэропорта Темпельхоф

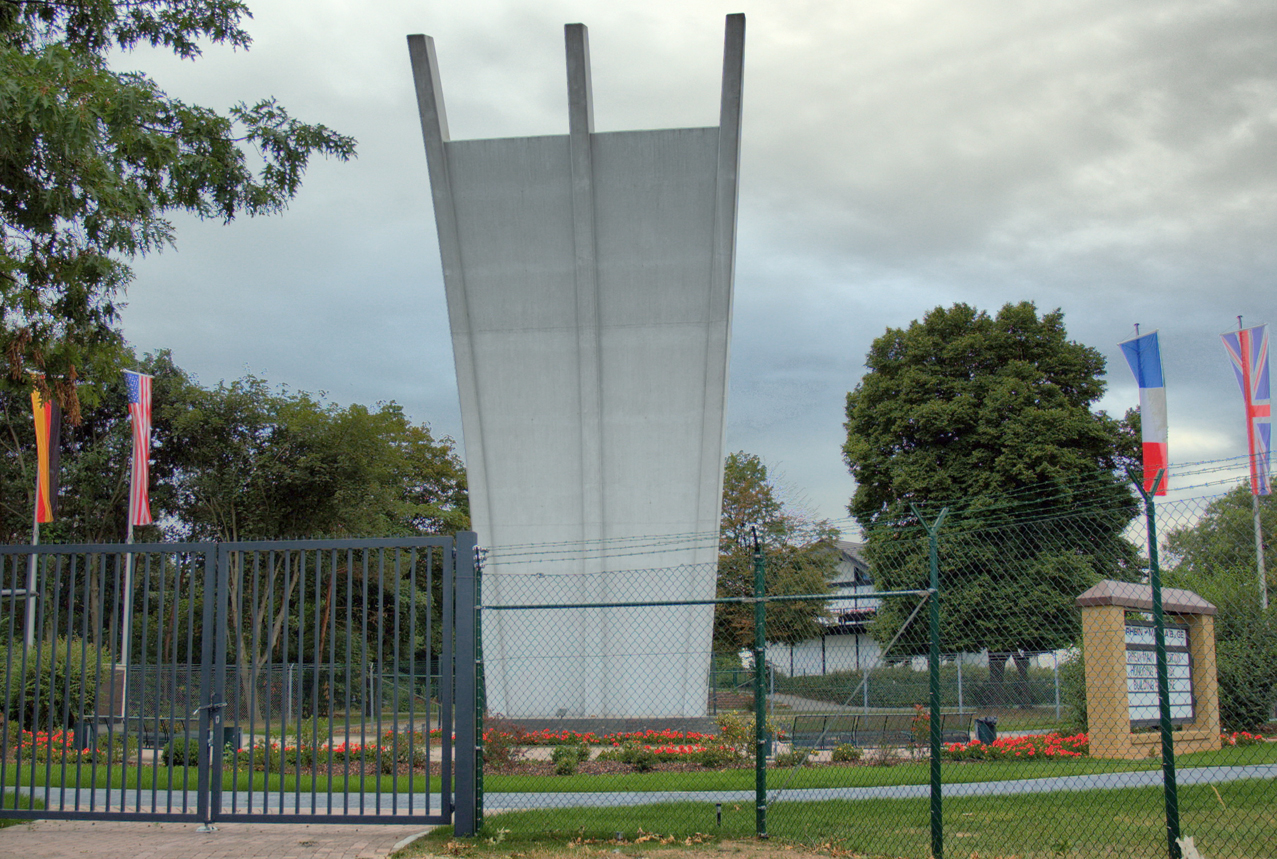
Памятник жертвам блокады Западного Берлина в аэропорту Франкфурта-на-Майне

Большинство лётных полей, где приземлялись самолёты, изначально представляли собой неукреплённые посадочные полосы с дерновым покрытием, которые в ходе операции были укреплены. Так, в новом аэропорту Тегель за три месяца появилась самая длинная на тот момент ВПП Европы длиной 2 400 м.

## 15-я годовщина воздушного моста. Визит Джона Кеннеди в Берлин
По случаю 15-летия берлинского воздушного моста, вскоре после возведения Берлинской стены Западный Берлин впервые посетил президент США Джон Кеннеди. 26 июня 1963 года, выступая с речью у ратуши в Шёнеберге, своей ставшей знаменитой фразой «Я — берлинец», произнесённой на немецком языке (нем. Ich bin ein Berliner), он выразил солидарность американского народа с жителями Берлина и заявил о дальнейшей поддержке Берлина.